# Diomede in Puglia
Diomede in Puglia è un poema composto da Casimiro Perifano e pubblicato a Napoli nel 1823. Esso consta di 1241 versi endecasillabi sciolti suddivisi in 4 Canti e corredati da note storiche e filologiche curate dall'autore stesso.
Partendo dal "nostos", viene raccontato di come l'eroe della guerra di Troia Diomede arrivi nel Tavoliere delle Puglie per respingere i Messapi, alleandosi con Dauno, e fondare la città di Arpi così come predetto da Cassandra.

## Contenuto
A introduzione del libro sulla quale il poema è stato stampato, si trova una lettera dell'autore indirizzata a Filantropo, nella quale gli racconta di come abbia trovato l'ispirazione per la realizzazione dell'opera di cui è destinatario. L'amico destinatario - dal nome parlante - è anche l'interlocutore alla quale si rivolge nelle note di commento.

### Canto I
Appena dopo il proemio, viene mostrata Cassandra nell'atto di vaticinare le sorti avverse della sua patria e degli Achei che dovranno fare ritorno ai loro regni: Diomede, fra i vari, sarà costretto a fuggire e fonderà nella Daunia Arpi. Caduta Troia, infatti, l'eroe torna con il suo esercito ad Argo dove l'accoglienza fredda e imbarazzata di sua moglie Egialea l'attende. Comprende così il tradimento della regina sua consorte e, ricolmo di rancore, medita nella notte insonne se vendicarsi o meno. Nel mentre dei congiurati tentano un attacco furtivo a Diomede che riesce a salvarsi eliminandoli. A seguito di ciò, l'eroe, non sentendosi benvoluto, riprende il largo accompagnato dai suoi compagni più fidati.

### Canto II
Navigando verso nuove terre, l'eroe etole riceve il sostegno del suo amico fidato Toante mentre ripensa alla vergogna subita e ancora ad una possibile vendetta. Vengono quindi sorpresi da una tempesta che frantuma alcune delle navi, i cui soldati a bordo, nonostante l'avversità, vengono soccorsi per volere del comandante. Raggiungono, scampato il pericolo, le coste della Daunia nella quale, dopo un discorso di Diomede, offrono sacrifici all'altare di Minerva. Il canto di un uccello viene interpretato di buon auspicio e viene deciso di incontrare l'indomani Dauno, il sovrano del luogo.

### Canto III
All'alba del nuovo giorno, Diomede racconta al suo seguito di aver visto la dea Minerva che le ha preannunciato il futuro glorioso che attende loro e il popolo della città che fonderanno - non prima di aver versato altro sangue.
Le squarciate bandiere, e l’aste tronche 

Gli elmi dispersi, i sanguinosi bardi, 

Col curvo arato fenderà la terra 

Lieto il colono — Biondeggiar le messi 

Ondivaghe vedransi, unica speme 

Dell’agricola gente — I torrioni 

Gli antemurali trincerati, ond’hanno 

Comun difesa, a replicati assalti, 

Rovesciati saranno — Alte rovine  

D’erba, e d’arene ricoperte, oh come  

Risorgete in maestoso aspetto 

Colla nascente Foggia! Ecco già pende 

In alto il Genio della Gloria avita!.... 

Virtù che stende il suo divino scettro!»
(III, 78-92)
La dea prosegue col dire che la grandezza che alla sua gente spetta non passerà con il cambio di costumi, di lingua e di fede sotto l'Italia unita e chiude anticipando la nascita di Giuseppe Rosati, che definisce della gloria il figlio / Lo splendor della Patria, e ‘l mio decoro (III, 134-135). Forti di queste promesse, l'armata si dirige al cospetto di re Dauno alla quale Diomede parla delle sue avventure. Il re, stupito e pieno di speranza, si mostra amico al Titide e lamenta dei nemici messapi che minacciano i suoi territori. Diomede è deciso ad affrontare questa battaglia ma è l'imbrunire.

### Canto IV

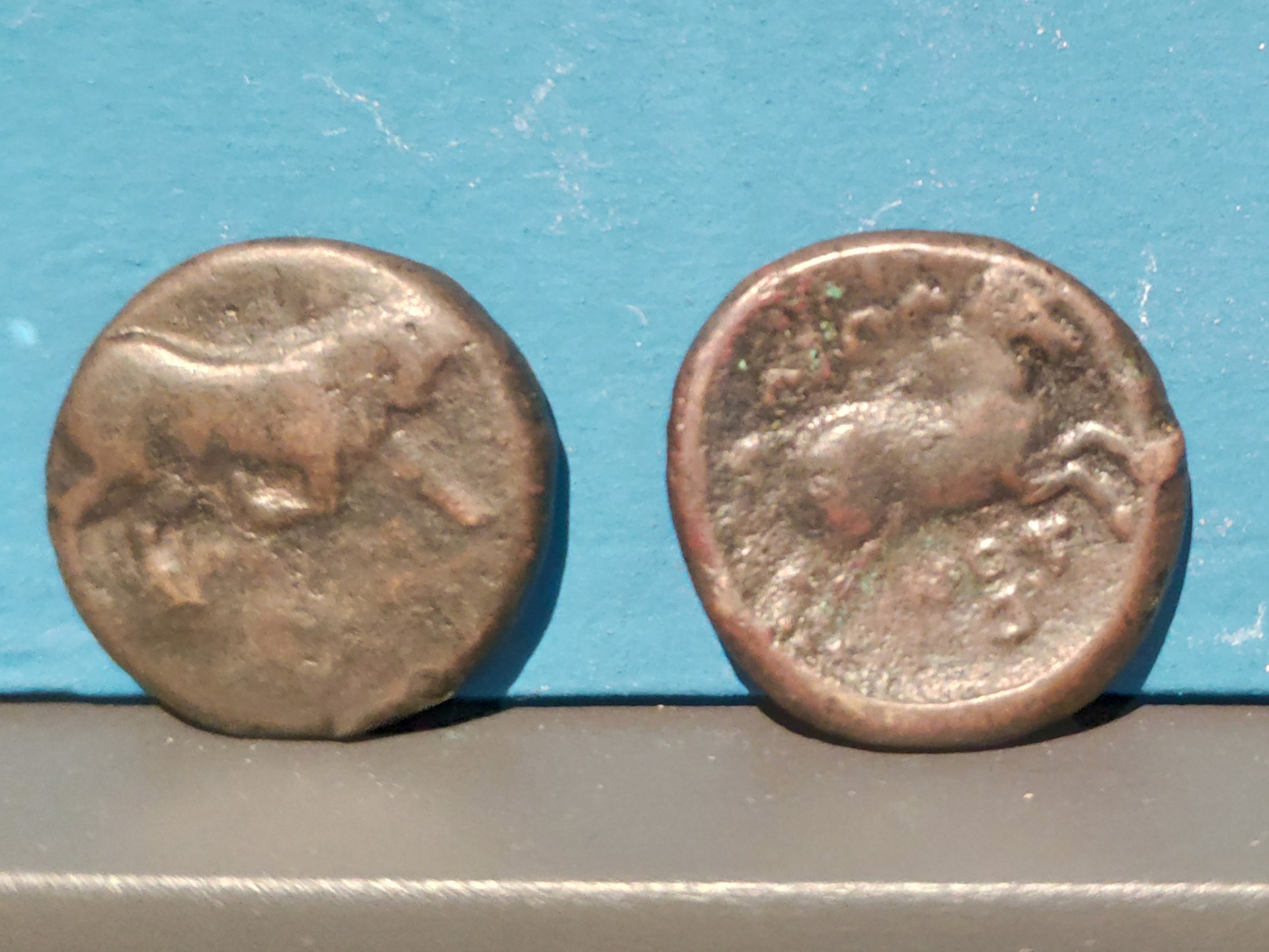
Due esemplari della quarta moneta in rame di Arpi descritta dal poeta. Sul rovescio è impresso un cavallo in corsa con scritto ΑΡΠΑ sopra e ΝΩΝ sotto (ARPANON).

Lo squillo di trombe segna l'inizio della battaglia fra gli Argivi, raggiunti poi dalle truppe Daune guidate dal proprio re, e i Messapi. Il canto è occupato dalla descrizione delle imprese e delle stragi militari delle due fazioni fin quando gli aggressori sono spinti fino al fiume Ofanto che si tinge del sangue dei caduti. Sopraffatto e consapevole dell'avversario che ha fronteggiato, il duce de Messapi si arrende a Diomede. Esaltato l'eroe, il poeta interrompe il suo poema terminata ormai l'ispirazione, augurandosi che questa venga colta dai posteri.

## Fonti ed influenze
Perifano cita nelle note le fonti dalla quale trae sia le informazioni storiografiche sia le citazioni alle opere classiche. Nel dettaglio, il poema presenta numerosi richiami ad Omero, considerando che il poeta leggeva i due poemi in lingua e nelle versioni di Monti e Cesarotti; allo stesso modo sono fortemente presenti citazioni dell'Eneide. Di particolare interesse è il debito verso l'Alessandra di Licofrone Calcidese tradotto in terzine dantesche da Onofrio Gargiulli, dalla quale prende i principali episodi dei ritorni in patria degli Achei. 
I primi ritrovamenti dei reperti di Arpi, avvenuti già in periodo napoleonico, ispirano la stesura dell'opera come il poeta più volte riporta nei versi e nelle note. In appendice, a tal proposito, troviamo la descrizione di quattro monete arpane, alle quali Perifano ha confrontato le tavole numismatiche illustrate nei cataloghi di Goltz; queste monete forniscono al poeta il riscontro riguardo la presenza dell'eroe etole in Capitanata.